# Dickinson (comté de Broome, New York)
Pour les articles homonymes, voir Dickinson.
Dickinson est une ville (town) du comté de Broome, dans l'État de New York, aux États-Unis,. En 2020, elle comptait une population de 5 083 habitants, estimée au 1er juillet 2021 à 5 036 habitants. La ville est incorporée en 1890.

## Démographie
Lors du recensement de 2020, la ville comptait une population de 5 083 habitants. Elle est estimée, en 2021, à 5 036 habitants.